# Đá Chà Và
Đá Chà Và (tiếng Anh: Foulerton Reef; tiếng Trung: 东华礁; bính âm: Dōnghuá jiāo; Hán-Việt: Đông Hoa tiêu) là một rạn san hô thuộc cụm Bình Nguyên của quần đảo Trường Sa. Đá này nằm ở cực đông của bãi Nam và sâu gần 5,5 m.
Đá Chà Và là đối tượng tranh chấp giữa Việt Nam, Đài Loan, Philippines và Trung Quốc. Hiện chưa rõ nước nào thực sự kiểm soát đá này.

## Hình ảnh
| đá Tây Nam đá Chà Và Ảnh vệ tinh chụp cụm Bãi Nam (Southern Bank). |